# Nobody's Perfect (canción)
«Nobody's Perfect» es el primer sencillo liberado de la segunda temporada de la exitosa serie original de Disney Channel Hannah Montana. Alcanzaron un máximo de #31 en iTunes Top 100. Debutó en el Billboard Hot 100, en el número #28 en junio de 2007, convirtiéndose en el más alto Hannah Montana debut hasta "Life's What You Make It" debutó en la posición #25 en julio. Por Hannah Montana 2 CD, es la pista #2, después de "We Got the Party" y justo antes de venir "Make Some Noise". 
La canción es acerca de la aceptación de sus errores y aprender de ellos, y obtener copias de seguridad de la derecha después de que caerá. YeaH!

## Radio Disney
Nobody's Perfect (Nadie es Perfecto) ha sido popular entre los oyentes de Radio Disney y, finalmente, llegó a número 1 en el top 30 de cuenta durante varias semanas. En diciembre de 2007, Nobody's Perfect todavía permanece en el top 10, por lo general entre el número 4 y 8.